# 스캔런 플랜
스캔런 플랜(Scanlon plan)은 리더십, 전체 인력 교육 및 광범위한 직원 참여를 조직 성과와 연결된 보상 시스템과 결합한 이득 공유 프로그램이다. 다양한 공공 및 민간 기업에서 다양한 성공을 거두고 있다.

## 기원
최초의 스캔런 플랜은 철강 노동자, 비용 회계사, 프로 권투 선수, 지역 노조 회장, 철강 노동자 연구 부서의 이사 대리 및 매사추세츠 공과 대학(MIT)의 강사인 조셉 N. 스캔런(1897–1956)에 의해 제정되었다. 그가 고용된 제철소의 지역 노조위원장으로서 그는 1930년대의 침체된 경제를 목격했다. 그의 동료들은 임금 인상을 원했고 그의 회사는 불황에서 간신히 살아남았다. 그는 스틸워커스 인터내셔널(Steelworkers International)로부터 노동자들의 에너지와 재능을 활용하여 회사를 구할 수 있는지 알아보라는 조언을 받았다. 스캔런은 조직 문제를 해결하기 위해 합동 노조/관리 위원회를 구성했다. 위원회는 성공적이었고 스캔런은 곧 곤경에 처한 다른 조직을 도와 달라는 요청을 받았다. 그의 성공으로 인해 그는 스틸워커 연구 부서의 이사 대행이 되었다. 스캔런은 제2차 세계 대전을 위한 전쟁 생산을 지원하기 위해 많은 노동/관리 위원회를 구성하는 데 적극적으로 참여했다.
스캔런은 합동 노조/관리 위원회와 함께 일하면서 협력의 힘을 확신했고 그는 스틸워커스에서 경영진과 함께 일하는 것을 옹호했다. 제2차 세계대전 말에 노사 협력적 접근을 옹호하는 파벌은 철강 노동자들의 전통적인 적대적 관계로의 복귀를 옹호하는 파벌로 대체되었다. 스캔런은 그가 죽을 때까지 머물렀던 MIT의 강사가 되라는 더글러스 맥그레거의 초대를 수락했다.
MIT에서 스캔런은 노사 협력 및 조직 개선에 대한 아이디어를 계속해서 발전시켰다. "스캔런 플랜"이라는 용어가 우연히 만들어진 것은 MIT에서였다. MIT에서 두 개의 회의가 진행 중이었고 참석자들을 안내하기 위한 표지판이 필요했다. 따라서 스캔런의 이벤트로 향하는 사람들은 스캔런 플랜으로 향했고 이름이 붙었다.
스캔런이 만든 원래 노사 팀에는 보너스가 포함되어 있지 않았다. 초기에 그들은 어려움에 처한 회사를 구하거나 전쟁 생산을 장려하기 위해 만들어졌다. 스캔런은 정보 공유가 부족하기 때문에 노사 간에 불신이 많다고 믿었다. 그는 회사에 대한 정보와 문제 해결에 참여할 수 있는 기회가 주어지면 일반 근로자가 회사의 성공에 기여할 것이라고 믿었다. 스캔런은 그가 "경제적 인간 이론"이라고 부르는 것을 믿지 않았다. 당시 인간의 동기 부여에 대한 성과급 시스템과 아이디어는 노동자를 돈에 의해서만 동기 부여되는 것으로 생각되는 것으로 축소했다. 스캔런은 사람들이 변화를 만들 수 있는 기회, 자부심, 동료애 등 돈 외에 많은 것들에 의해 동기를 부여받는다고 믿었다. 결국 스캔런은 계획의 일부로 조직 보너스 시스템을 포함시켰다. 종종 이러한 시스템은 그 당시에 일반적이던 작업 시스템을 대체했다. 더글러스 맥그레거는 스캔런의 고객을 연구하여 Y 이론 대 X 이론을 개발했다. 스캔런 플랜은 Y 이론을 개발하는 가장 좋은 방식 중 하나로 간주되었다.
애드맨슨 컴퍼니(Admanson Company)와 함께한 스캔런의 작업은 1946년 12월 존 챔벌레인(John Chamberlain)의 라이프 매거진(Life Magazine) 기사 "Every man a Capitalist"에 실렸다. 라푸앙트와의 그의 작업은 1950년 1월 존 댄버포트(John Davenport)의 포춘지의 기사 "Enterprise for Everyman"에 실렸다. 타임지에서 조 스캔런은 "Management: The Scanlon Plan, 1955년 9월"에서 당시 가장 많이 찾는 컨설턴트라고 썼다.
스캔런의 두 동료는 라푸앙트 툴 컴퍼니(Lapointe Tool Company)에서 만난 프레드 레시어(Fred Lesieur)와 MIT의 칼 F. 프로스트 박사(Dr. Carl F. Frost)가 그의 작업을 수행했다. 칼 프로스트는 이 아이디어를 서부의 미시간 주립 대학교로 가져갔고 그곳은 수년 동안 스캔런 사상과 실천의 중심지가 되었다. 프로스트는 또한 정체성, 참여, 형평성 및 역량에 대한 프로스트/스캔런 원칙을 만들었다. 프로스트의 클라이언트는 오늘날 스캔런 플랜을 사용하는 비영리 조직 네트워크인 스캔런 리더십 네트워크인 스캔런 플랜 협회(Scanlon Plan Association)를 설립했다. 프로스트는 스캔런법을 실행하는 동안 일하기 가장 좋은 50대 기업에 포함된 허먼 밀러(Herman Miller), 도넬리(Donnelly), 모토로라(Motorola) 및 베스 이스라엘 병원(Beth Israel Hospital)과 함께 일했다.
프레데릭 G. 레시어(Frederick G. Lesieur)는 1980년대까지 MIT에서 스캔런 회의를 진행했다. 그는 스캔런 플랜을 광범위하게 컨설팅하고 구현했다.